# SV Oberkirch
Der SV Oberkirch ist ein Sportverein aus der Stadt Oberkirch in Baden-Württemberg. Der Verein hat 590 Mitglieder (Stand 2019).

## Geschichte
Gegründet wurde der Verein 1909 als Sportabteilung des Turnverein 1861 Oberkirch. 1921 musste die Sportabteilung als Voraussetzung für die Mitgliedschaft im Deutschen Fußball-Bund aus dem Stammverein austreten und existiert seither selbstständig unter dem Namen SV Oberkirch.
Nach der Gründung des Südbadischen Fußballverbands 1948 durfte der SVO in der 2. Amateurliga starten. 1960 schaffte der Sportverein den Aufstieg in die damals höchste Amateurklasse, die 1. Amateurliga, aus der die heutige Verbandsliga Südbaden hervorging. 
Ebenfalls 1960 konnte der Südbadische Pokal zum ersten Mal gewonnen werden. Ferner wurde 1960 das Renchtalstadion eingeweiht, in dem der SV Oberkirch seitdem spielt. Auch in den Folgejahren konnte der SV Oberkirch seine Erfolge feiern. So erreichte man 1963 den zweiten Pokalsieg und wurde 1964 Vizemeister in der 1. Amateurliga.
Den größten Erfolg der Vereinsgeschichte verzeichnete man 1966, als man den Meistertitel der 1. Amateurliga gewann und damit zu den Aufstiegsspielen in die Regionalliga Süd, damals die zweithöchste Spielklasse unter der Bundesliga, berechtigt war.
1970 erreichte der Klub zum dritten Male das Finale des Südbadischen Pokals, das er aber gegen den FC 07 Furtwangen verlor. 14 Jahre nach dem Aufstieg in die 1. Amateurliga musste Oberkirch 1974 den Abstieg in die 2. Amateurliga, und im Folgejahr den Abstieg in die A-Klasse hinnehmen.
Seit damals zeichnet sich der Werdegang des SV Oberkirch durch mehrere Auf- und Abstiege zwischen der Verbandsliga und der Bezirksliga aus. 2005 konnte durch den Gewinn des Kreispokal Offenburg („Ortenau-Pokal“) noch einmal ein Pokalerfolg verzeichnet werden. Den bisher letzten nennenswerten Vereinserfolg erreichte man 2008 durch den Meisterschaftssieg in der Landesliga Südbaden 1.
Von 2011 bis 2014 war der Verein in der achtklassigen Bezirksliga aktiv. Seither spielt er wieder in der Landesliga Südbaden 1. Den Abstieg aus ebendieser konnte der Sportverein in der Saison 2016/17 erst am letzten Spieltag sichern und somit einen erneuten Abstieg in die Achtklassigkeit verhindern. In der darauffolgenden Saison konnte jedoch der erneute Abstieg in die Bezirksliga nicht mehr verhindert werden. Mit dem Gewinn der Bezirksligameisterschaft in der Saison 2023/24 kehrte die Mannschaft in die Landesliga zurück.

## Erfolge und Auszeichnungen
- Meister der 1. Amateurliga: 1966
- Vizemeister der 1. Amateurliga: 1964
- Südbadischer Pokalsieger: 1960, 1963
- Finalist des Südbadischen Pokals: 1970, 1997
- Landesliga-Meister: 1988, 1995, 2008
- Bezirksliga-Meister: 1984, 1987, 2005, 2024
- Kreispokalsieger: 2005
- 1987 wurde der Verein mit dem Sepp-Herberger-Preis ausgezeichnet
- 1988 erhielt der Verein das Grüne Band des DFB (Auszeichnung für Talentförderung)

## Stadion
Seit 1950 trägt der SV Oberkirch seine Heimspiele im 6000 Zuschauer (davon 500 überdachte Sitzplätze) fassende Renchtalstadion aus.